# توري سانتا سوزانا
توري سانتا سوزانا (بالإيطالية: Torre Santa Susanna)‏ هي بلدية في مقاطعة برينديزي في إقليم بوليا الإيطالي.

## السكان
في سنة 1861 بلغ عدد السكان 2٬327 نسمة، وتطور العدد ليصل في سنة 2011 لـ 10٬703 نسمة.
يظهر هذا المخطط البياني تطور النمو السكاني لـ توري سانتا سوزانا